# Earl’s Court (stacja metra)
Earl's Court – stacja metra londyńskiego na terenie Royal Borough of Kensington and Chelsea, leżąca na trasie dwóch linii: District Line oraz Piccadilly line. Została oddana do użytku w 1869 roku. W roku 2011 skorzystało z niej ok. 20,97 mln pasażerów. Należy jednocześnie do pierwszej i drugiej strefy biletowej.

## Galeria

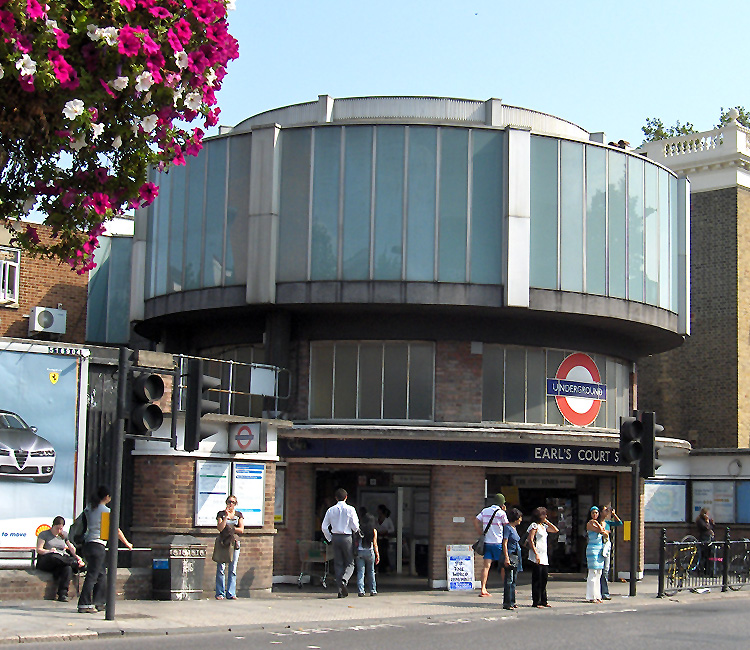
Nowsze wejście (od zachodu) na stację
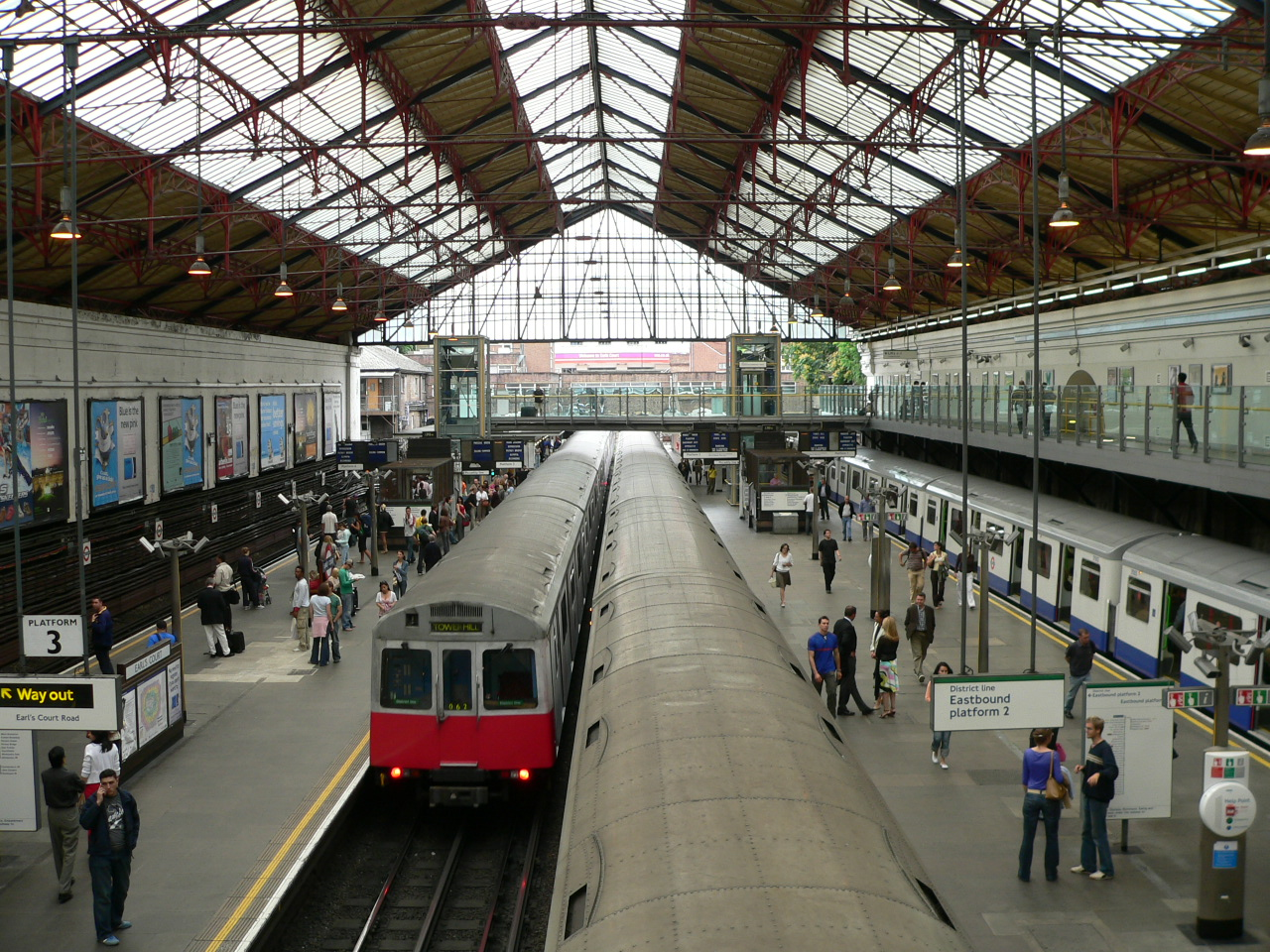
Perony naziemnej linii District
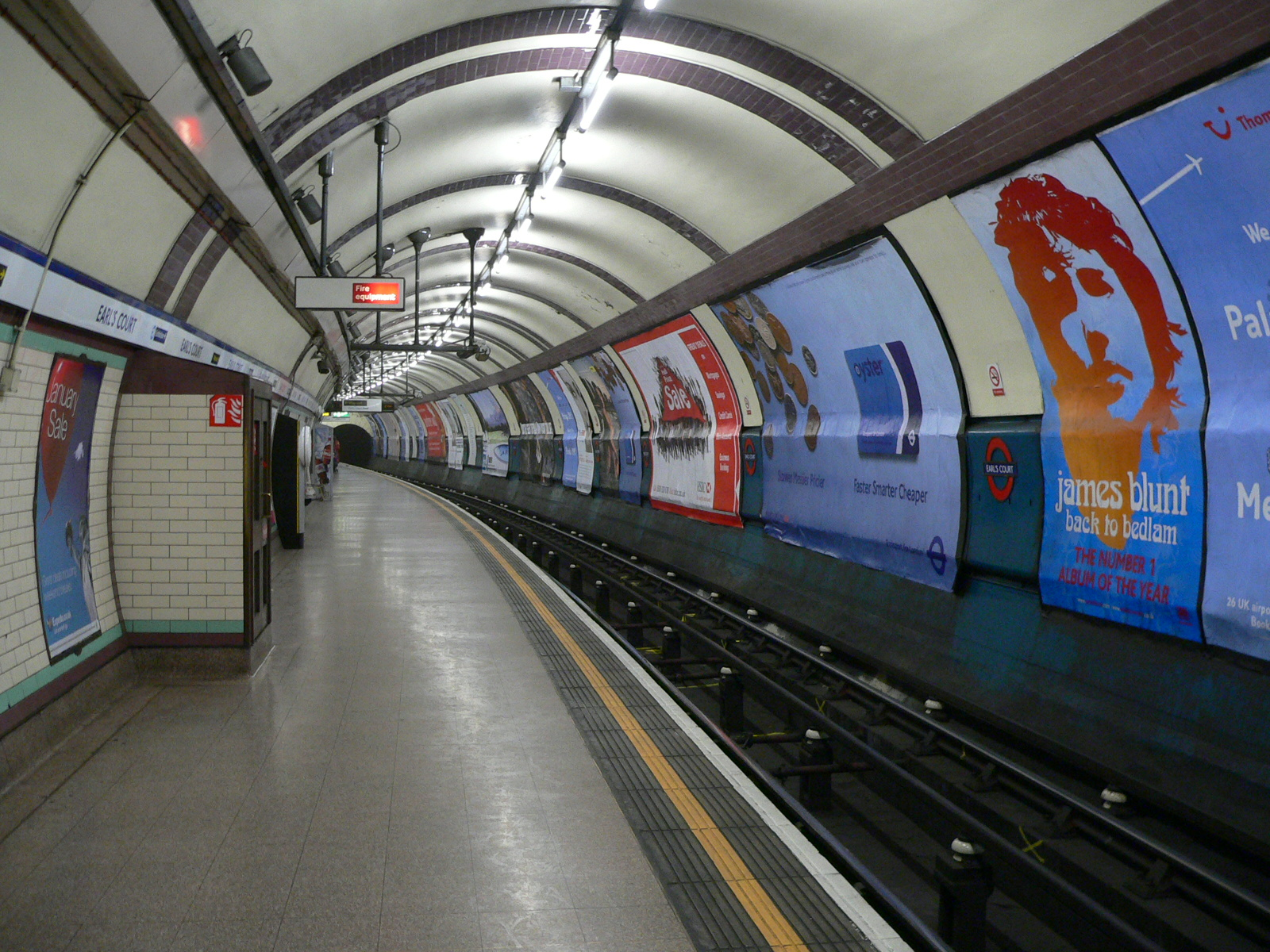
Jeden z peronów głębokiej, podziemnej linii Piccadilly
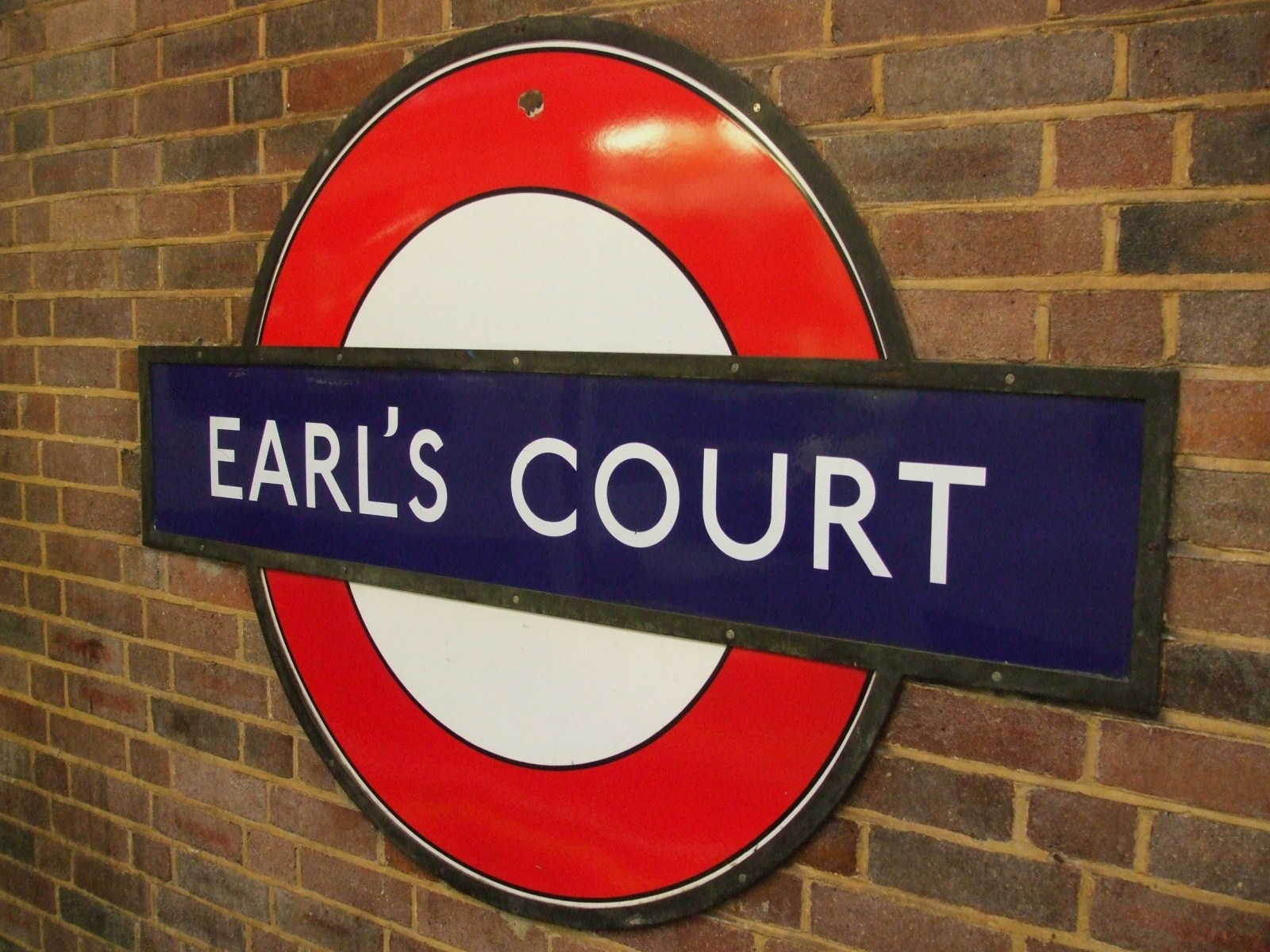
Logo stacji